# Zearchaea
Zearchaea är ett släkte av spindlar. Zearchaea ingår i familjen Mecysmaucheniidae.
Kladogram enligt Catalogue of Life:
| Zearchaea | \| \| Zearchaea clypeata \| \| \| \| \| \| Zearchaea fiordensis \| \| \| \| |
|           | \| \| Zearchaea clypeata \| \| \| \| \| \| Zearchaea fiordensis \| \| \| \| |
|           | Aotearoa                                                                    |
|           |                                                                             |
|           | Chilarchaea                                                                 |
|           |                                                                             |
|           | Mecysmauchenioides                                                          |
|           |                                                                             |
|           | Mecysmauchenius                                                             |
|           |                                                                             |
|           | Mesarchaea                                                                  |
|           |                                                                             |
|           | Semysmauchenius                                                             |
|           |                                                                             |
|           | Zearchaea clypeata                                                          |
|           |                                                                             |
|           | Zearchaea fiordensis                                                        |
|           |                                                                             |

|  | Zearchaea clypeata   |
|  |                      |
|  | Zearchaea fiordensis |
|  |                      |